# 팔로마 페이스
팔로마 페이스 블롬필드(1981년 7월 21일 출생)는 영국의 가수, 작곡가, 배우이다. 2008년 에픽 레코드와 계약한 후, 페이스는 데뷔 음반 《Do You Want the Truth or Something Beautiful?》(2009)를 발매하였으며, 이 음반에서는 영국 싱글 차트 20위권에 진입한 〈Stone Cold Sober〉와 〈New York〉이 탄생했다. 두 번째 음반 《Fall to Grace》(2012)는 영국 음반 차트에서 2위를 기록하며 브릿 어워드 후보에 두 차례 올랐으며, 그녀의 첫 번째 영국 톱10 싱글인 〈Picking Up the Pieces〉와 INXS의 〈Never Tear Us Apart〉 리메이크곡이 20위권에 올랐다.
페이스의 세 번째 음반 《A Perfect Contradiction》(2014)은 영국 음반 산업 협회로부터 더블 플래티넘 인증을 받았으며, 영국 톱10 싱글 〈Can't Rely on You〉와 〈Only Love Can Hurt Like This〉를 배출하였으며, 후자는 오스트레일리아에서 차트 1위를 기록했다. 2014년에는 듀오 시그마와 협업한 싱글 〈Changing〉을 발매하여 영국 싱글 차트 정상에 올랐다. 네 번째 음반 《The Architect》(2017)은 영국에서 1위로 데뷔하며 페이스에게 첫 번째 차트 1위 음반이 되었다. 2018년에는 DJ 시갈라의 싱글 〈Lullaby〉에 피처링으로 참여했다. 이후 발매한 《Infinite Things》(2020)과 《The Glorification of Sadness》(2024)는 모두 영국에서 톱5에 올랐다.
배우로서 페이스는 영화 《St Trinian's》(2007), 《The Imaginarium of Doctor Parnassus》(2009), 《Dread》(2009), 《Youth》(2015)와 TV 시리즈 《Pennyworth》(2019~2022)에 출연하였다. 또한 2016년에는 텔레비전 오디션 프로그램 《The Voice UK》의 코치로, 2020년에는 스핀오프 프로그램 《The Voice Kids》의 코치로 활동했다. 2024년에는 회고록 《MILF》를 출간하였으며, 이는 《Sunday Times》 베스트셀러에 올랐다.

## 음반 목록

### 정규 앨범
- 《Do You Want the Truth or Something Beautiful?》 (2009)
- 《Fall to Grace》 (2012)
- 《A Perfect Contradiction》 (2014)
- 《The Architect》 (2017)
- 《Infinite Things》 (2020)
- 《The Glorification of Sadness》 (2024)

## 영상 목록

### 영화
- 드레드 (2009)
- 유스 (2015)

### 텔레비전
- 페니워스 (2019-22)